# Australian Championships 1947
Die 35. Australian Championships waren ein Tennis-Rasenplatzturnier der Klasse Grand Slam, das von der ILTF veranstaltet wurde. Es fand vom 18. bis 29. Januar 1947 in Sydney, Australien statt.
Titelverteidiger im Einzel waren John Bromwich bei den Herren sowie Nancye Bolton bei den Damen. Im Herrendoppel waren John Bromwich und Adrian Quist, im Damendoppel Joyce Fitch und Mary Bevis die Titelverteidiger. Im Mixed waren Nancye Bolton und Colin Long die Titelverteidiger.

## Herreneinzel
| Nr. | Spieler        | Erreichte Runde |
| --- | -------------- | --------------- |
| 01. | John Bromwich  | Finale          |
| 02. | Dinny Pails    | Sieg            |
| 03. | Tom Brown      | Halbfinale      |
| 04. | Gardnar Mulloy | Halbfinale      |
| 05. | Adrian Quist   | Viertelfinale   |
| 06. | Lionel Brodie  | Viertelfinale   |

| Nr. | Spieler        | Erreichte Runde |
| --- | -------------- | --------------- |
| 07. | Bill Sidwell   | Viertelfinale   |
| 08. | Colin Long     | Viertelfinale   |
| 09. | Bill Talbert   | 2. Runde        |
| 10. | Geoffrey Brown | 2. Runde        |
| 11. | Jack Crawford  | 1. Runde        |

## Dameneinzel
| Nr. | Spielerin      | Erreichte Runde |
| --- | -------------- | --------------- |
| 01. | Nancye Bolton  | Sieg            |
| 02. | Thelma Long    | Halbfinale      |
| 03. | Joyce Fitch    | Viertelfinale   |
| 04. | Sadie Newcombe | Achtelfinale    |

| Nr. | Spielerin        | Erreichte Runde |
| --- | ---------------- | --------------- |
| 05. | Pat Jones        | Halbfinale      |
| 06. | Nell Hopman      | Finale          |
| 07. | Mary Bevis       | Viertelfinale   |
| 08. | Constance Wilson | Viertelfinale   |

## Damendoppel
| Nr. | Paarung                      | Erreichte Runde |
| --- | ---------------------------- | --------------- |
| 01. | Nancye Bolton Thelma Long    | Sieg            |
| 02. | Mary Bevis Joyce Fitch       | Finale          |
| 03. | Nell Hopman Constance Wilson | Halbfinale      |
| 04. | Pat Jones Clare Proctor      | Halbfinale      |